# 中华人民共和国手机实名制

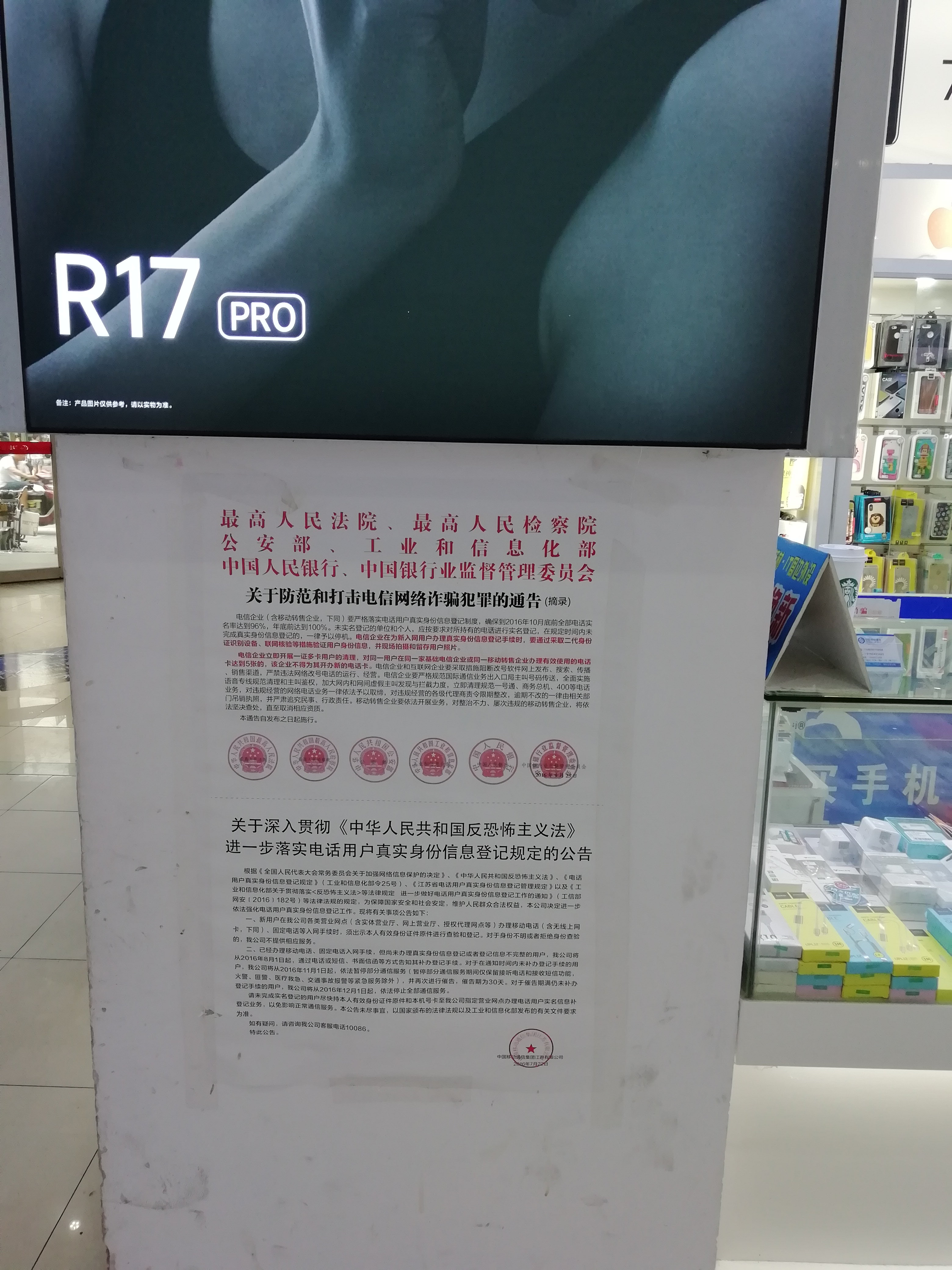
苏州市一間商场内张贴的手机实名制实施通告

手机实名制是中国实行手机实名登记的规定，2010年9月1日正式实施，规定须提供个人信息实名登记入网。中国政府表示，这一举措是为了打击电话诈骗和垃圾短信等不良信息的泛滥。

## 启动手机实名制
2010年起，无论是购买预付还是后付手机电话卡，新用户必须进行实名登记，老用户则需要在两至三年内补办登记手续。許多报刊亭、路边店接到紧急通知，要求商家在接到具体登记程序和接受有关培训之前，暂时不发售各类手机号卡。截至2010年6月底，中国手机用户数已超过8亿，当中超过3.2亿未有实名登记。
由于当时中国主管部门工业和信息化部还没有公布全国统一的手机实名制管理办法，所以手机实名制实施效果并不理想。之后全国人大常委会和工信部出台了《关于加强网络信息保护的决定》、《电信和互联网用户个人信息保护规定》和《电话用户真实身份信息登记规定》，要求手机用户必须实名登记，但仅针对新入网用户，因此对未实名登记的用户未做过多要求。此外在执行过程中存在网络渠道实名登记不严、转售企业违规现象突出、未实名老用户补登记进展缓慢等问题，故实名率一直相对较低。2013年9月1日，《电话用户真实身份信息登记规定》正式实施，规定新增手机用户实行真实身份信息登记。2014年，工信部、公安部、国家工商总局联合公布《电话“黑卡”治理专项行动工作方案》，要求从2015年起，购买手机卡必须凭有效身份证件购买，并在全国范围联合开展为期一年的专项治理行动。根据工信部统计，截至2014年2月，中国大陆新增电话用户实名率达99.1%，全部电话用户实名率达82.4%。 
2015年9月，工信部再次要求各电信运营商要确保年底前全部用户实名率达到90%以上，2016年5月再次要求用户实名率达到95%以上，并要求各运营商通过电话或短信、书面函件、公告等方式，通知未实名登记的用户补办登记手续。对未办理登记手续的用户，运营商将对其暂停通信服务并催促登记，催促后仍不实名登记的，运营商将对其停机。至2017年6月30日，所有用户均要做到实名登记。
2016年11月7日，根据工信部发布的《关于进一步防范和打击通讯信息诈骗工作的实施意见》，明确将从严从快全面落实电话用户实名制，各运营商在2016年底前实名率要达到100%，各移动转售企业要对170、171号段全部用户进行回访和身份信息确认，对未登记或登记信息错误的用户进行补登记，2016年底前实名率达到100%。在规定时间内未完成补登记的一律予以停机。 据工信部2017年发布的消息，2016年工信部共组织1.2亿电话用户进行实名补登记，至此全部电话用户均实现实名登记。
2021年9月，中国信通院推出一款名為全国移动电话卡一证通查的小程序，用戶只需在該小程序上輸入自己的姓名、中华人民共和国居民身分證號碼以及手機驗證碼就能查询名下注册的手机卡数量，结果会以短信进行下发。

### 虚拟运营商匿名问题
一些虚拟运营商的号段（170、171）由于疏忽监管，使得不少诈骗分子可以通过匿名的方式购买这些号码的手机卡。《环球时报》前总编辑胡锡进在评论王星失踪案时指出，在中国严格实施手机实名制的大背景下，缅甸电信网络诈骗集团仍能将SIM卡偷运出境，并通过注册认证，最终流入中国国内通信网络，并用虚拟号码隐身。他认为中国移动等通信运营商必须就此进行公开回应。而早在2016年4月，工信部要求虚拟运营商在一个月内对前期未实名登记、虚假登记的用户，完成用户身份信息补登记工作。